# フランソワ・ジェニー
フランソワ・ジェニー（François Gény、1861年12月17日 - 1959年12月26日）は、フランスの法学者。

## 人物
19世紀末から20世紀初頭にかけて、サレイユ、エールリッヒ、カントロヴィッチらと共に自由法運動を牽引し、註釈学派の法実証主義的思考を批判して、自然法の復活を提唱した。。また、モーリス・オーリウと並ぶトマス主義法哲学の創始者であり、公法学のオーリウに対し、私法学の世界でトミズムを開拓し、これはジャン・ダバンに受け継がれた。

## 主な著作
- 『実体私法の解釈方法と法源』二巻